# Jean Massieu

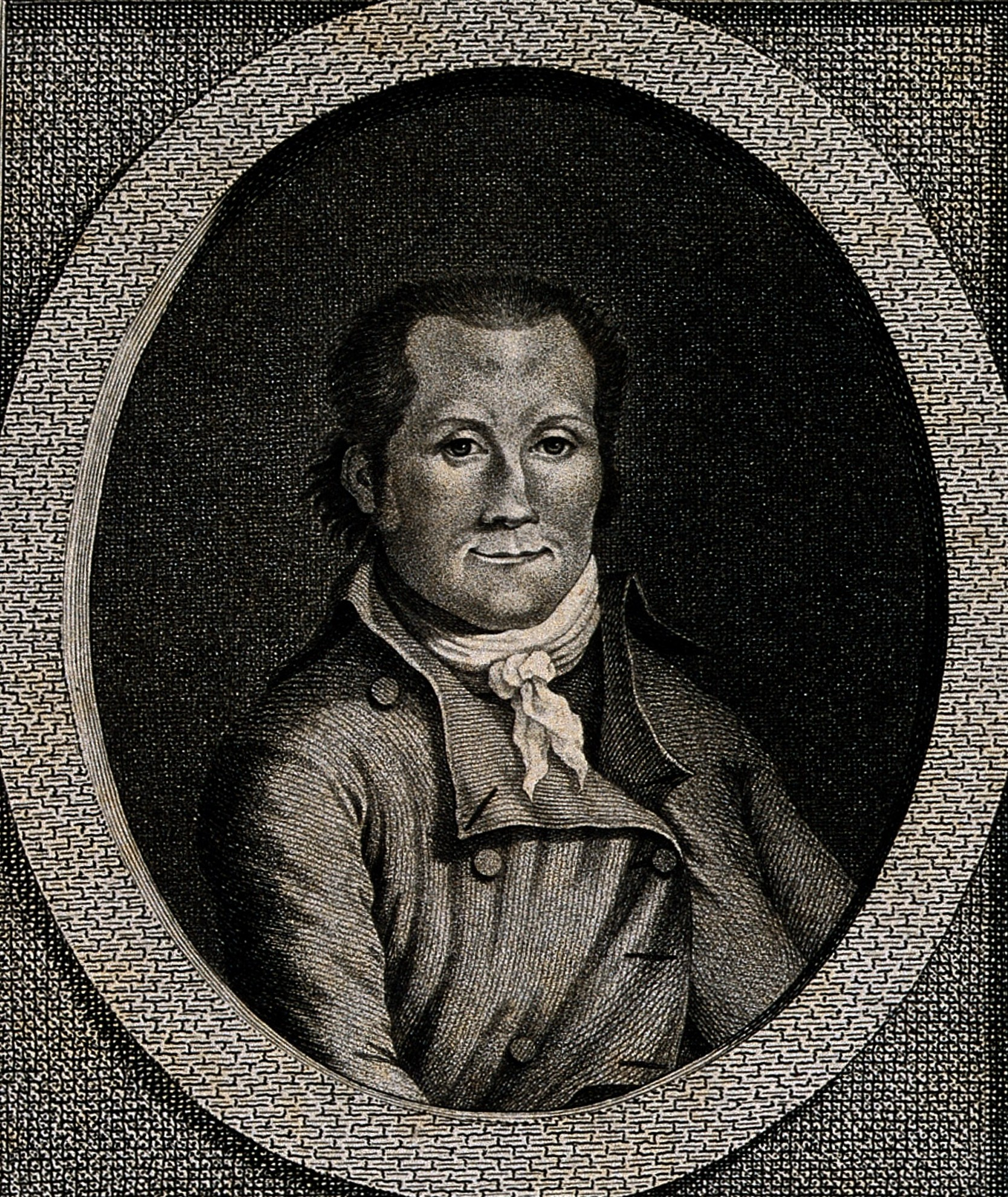
Jean Massieu

Jean Massieu (* 1772 in Semens (Frankreich); † 21. Juli 1846) war ein Pionier in der Gehörlosenpädagogik.

## Leben und Wirken
Als eines von sechs gehörlosen Geschwistern durfte er mit 13 Jahren nach einer Begegnung mit Abbé Sicard im "Institute national des jeunes sourds de Bordeaux-Gradignan" die Schule besuchen. Dort lernte er die Französische Sprache zu Lesen und Schreiben.
1793 brach die französische Revolution aus. Nach einer Denunziation durch einen ehemaligen Kollegen wurde Abbé Sicard vor das Revolutionstribunal gestellt, das meist ein Todesurteil oder die Deportation aussprach. Daraufhin überreichte sein Schüler Jean Massieu der Versammlung eine Petition, in der „Die taubstummen Schüler des Abbé Sicard“ um die „Rückkehr ihres Vaters, ihres Freundes und Lehrers“ flehen. Die Versammlung war überaus bewegt, als ihr Sekretär Massieus Eingabe vorlas. Sicard entkam der Hinrichtung und Deportation.
Später half Massieu bei der Entwicklung der ersten Gebärdensprache in Frankreich mit. Diese Langue des signes française (LSF, Französische Gebärdensprache) wurde später in die American Sign Language adaptiert. Er unterrichtete am "Institut National de Jeunes Sourds de Paris", wo Laurent Clerc einer seiner Schüler war.
In Begleitung seiner ehemaligen Schüler und späteren Lehrer-Kollegen Jean Massieu und Laurent Clerc hielt Abbé Sicard 1815 durch Vermittlung von Fouché öffentliche Vorlesungen in London ab und erntete dafür Beifall. Sicard, Clerc und Massieu begegneten während des Aufenthalts in London dem US-amerikanischen Reverend Thomas Hopkins Gallaudet, der nach Methoden zur Unterrichtung tauber Kinder forschte. Clerc ging später mit nach Amerika.
Nach einem Skandal begann er in Rodez zu arbeiten und widmete sein Leben der Bildung gehörloser Kinder. Später gründete er eine Schule in Lille (Frankreich).

## Film
Jean Massieu wurde in dem fiktiven Film Sign Gene (Superheldenfilm über gehörlose Mutanten) als vierter Urgroßvater von Kate Massieu (gespielt von Carola Insolera), der Freundin der Hauptfigur Tom Clerc (Nachkomme von Laurent Clerc) dargestellt.
Der Film wurde von Emilio Insolera produziert und startete im September 2017 in den Kinos.

## Ihm zugeschriebene Zitate
- “Let the Englishman have his coffee, and let me have my ham.”
- «La reconnaissance est la mémoire du cœur»